# Greinbach

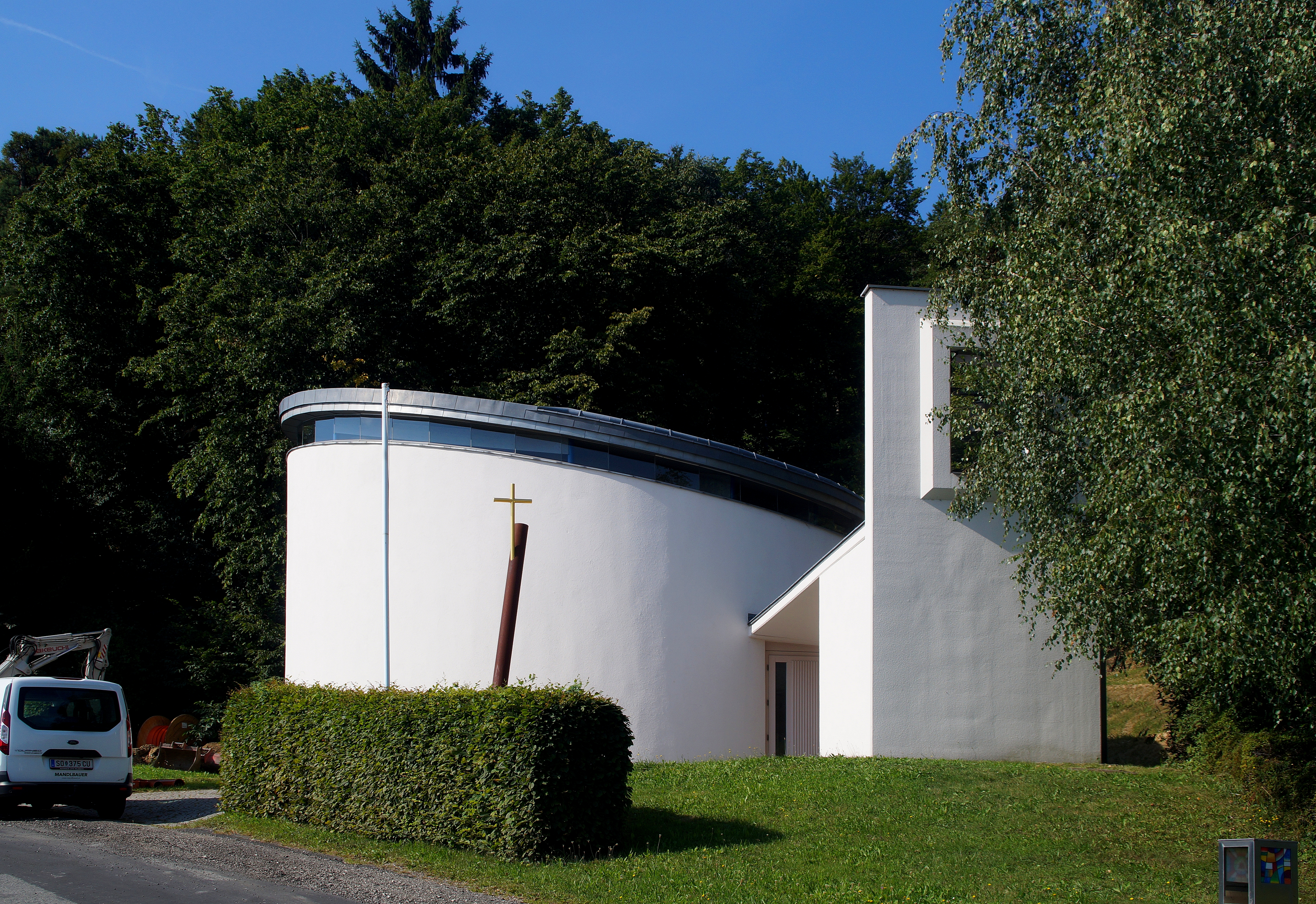
Penzendorf

Greinbach é um município da Áustria, situado no distrito de Hartberg-Fürstenfeld, no estado da Estíria. Tem 23,38 km² de área e sua população em 2019 foi estimada em 1.804 habitantes.